# Henri Konan Bédié
Aimé Henri Konan Bédié (født 5. maj 1934, død 1. august 2023) var Elfenbenskystens præsident fra 1993 til 1999.
Han blev styrtet ved et militærkup i 1999.
I november 2021, i slutningen af PDCI-symposiet, påtog hans politiske parti Henri Konan Bédié sig til at udpege en særlig rådgiver med ansvar for forsoning. Hans valg faldt på Noël Akossi Bendjo, tidligere borgmester i Plateau og næstformand for partiet.